# 张军邦
张军邦（1955年—），吉林德惠人，汉族，中华人民共和国政治人物、第十二届全国人民代表大会河南地区代表。

## 生平
毕业于西南交通大学运输专业。加入中国共产党。担任郑州铁路局局长。2008年起担任全国人大代表。2013年，担任全国人大代表。2015年2月1日，河南省十二届人大四次会议上被补选为省十二届人大常委会委员。